# Valea Agrișului, Cluj
Valea Agrișului (în maghiară Egrespatak, în trad. "Pârâul Agrișului") este un sat în comuna Iara din județul Cluj, Transilvania, România.

## Istoric
Localitatea nu apare pe Harta Iosefină a Transilvaniei din 1769-1773 (Sectio 108 sau 109), dar există toponimele „Valle Agris“ și „Dial Agrisuluj“ pe Sectio 109.

## Drumuri secundare și poduri romane
In Bazinul Iara au fost identificate câteva drumuri secundare și poduri romane. Un drum secundar travesa și acest sat.
Fostul pod roman din Valea Agrișului peste Pârâul Agrișului a avut coordonatele: 46,570569 23,559009 (N46° 34' 14.048" E23° 33' 32.432").

## Galerie de imagini

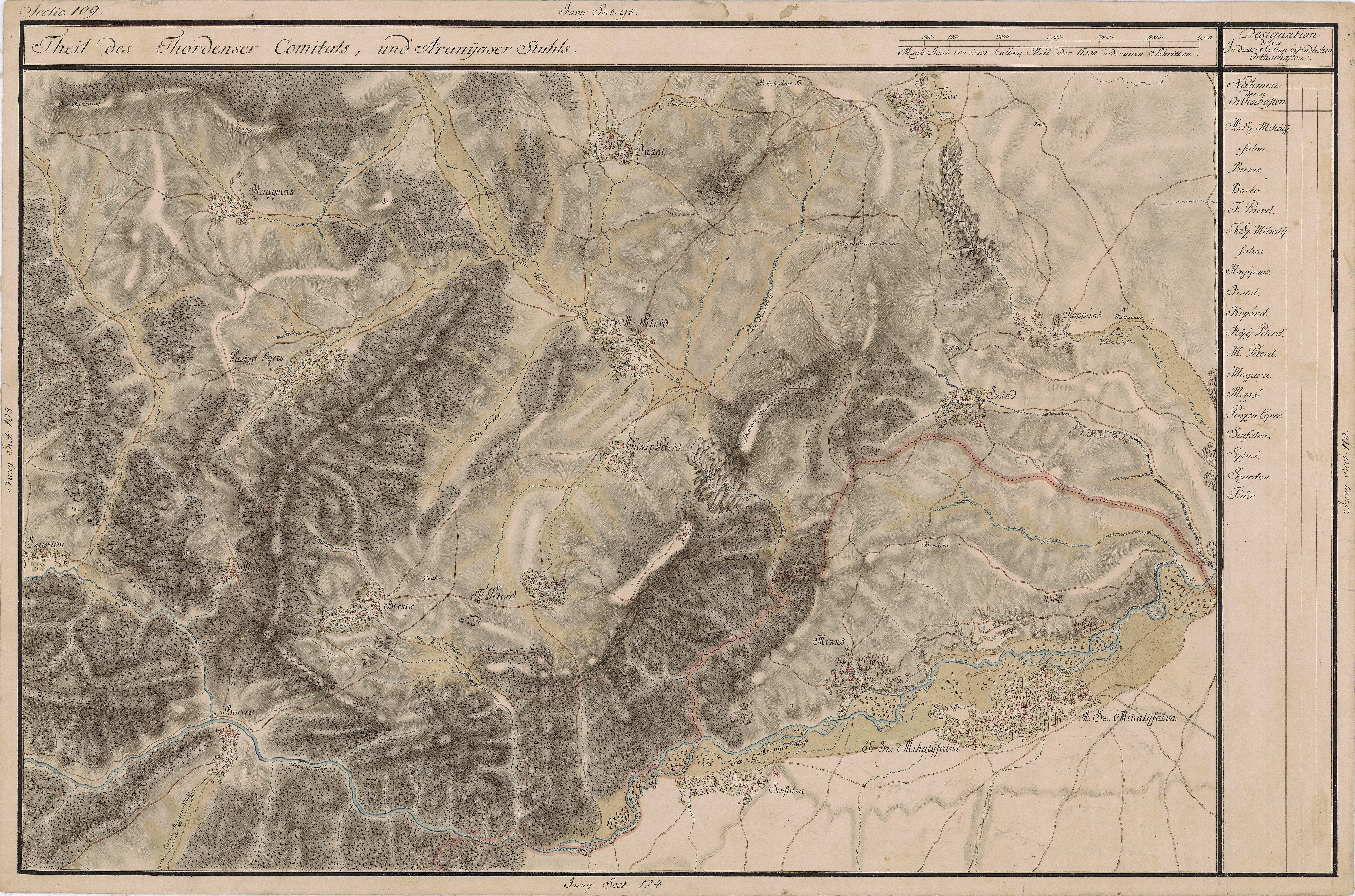
Harta Iosefină a Transilvaniei, 1769-1773 (Sectio 109)
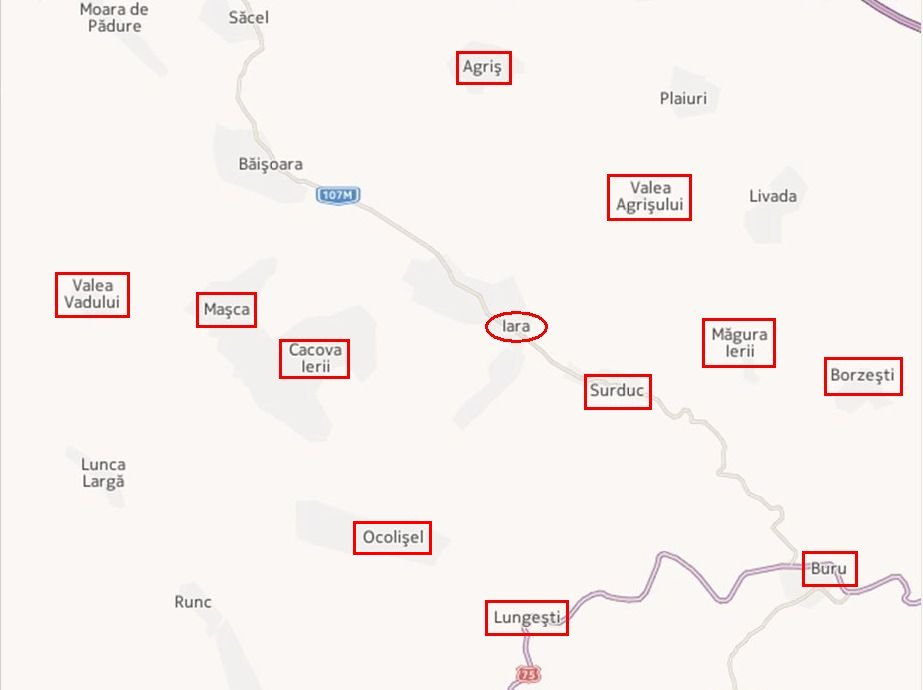
Comuna Iara și satele componente